# Anemia phyllitidis
Anemia phyllitidis är en ormbunkeart som först beskrevs av Carolus Linnaeus, och fick sitt nu gällande namn av Olof Peter Swartz. Anemia phyllitidis ingår i släktet Anemia och familjen Anemiaceae. Utöver nominatformen finns också underarten A. p. tweediana.

## Bildgalleri

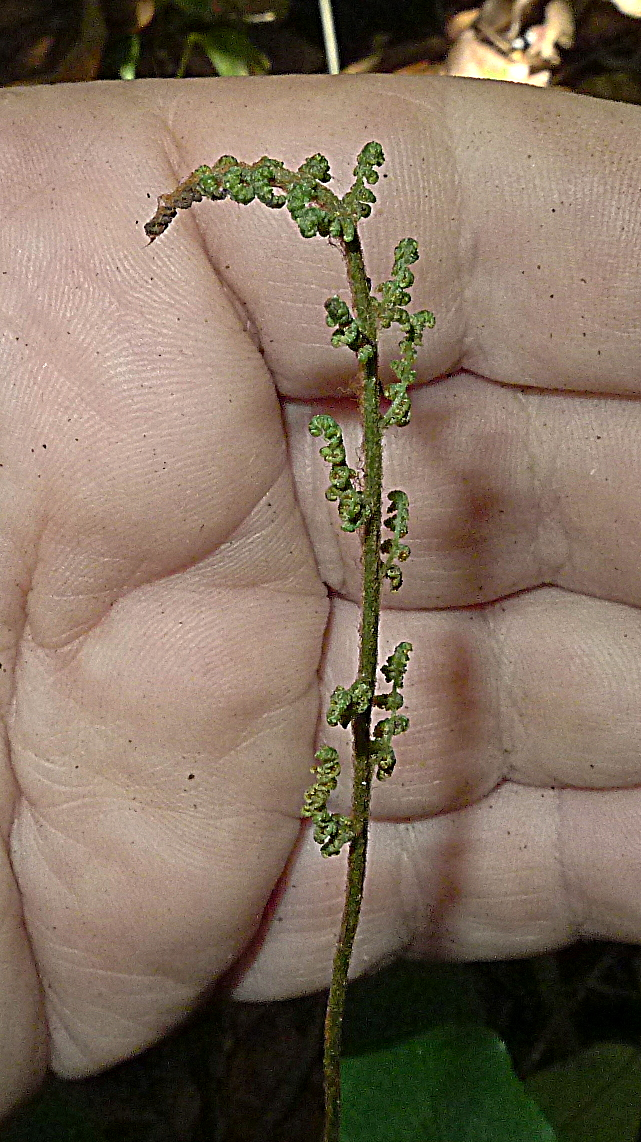
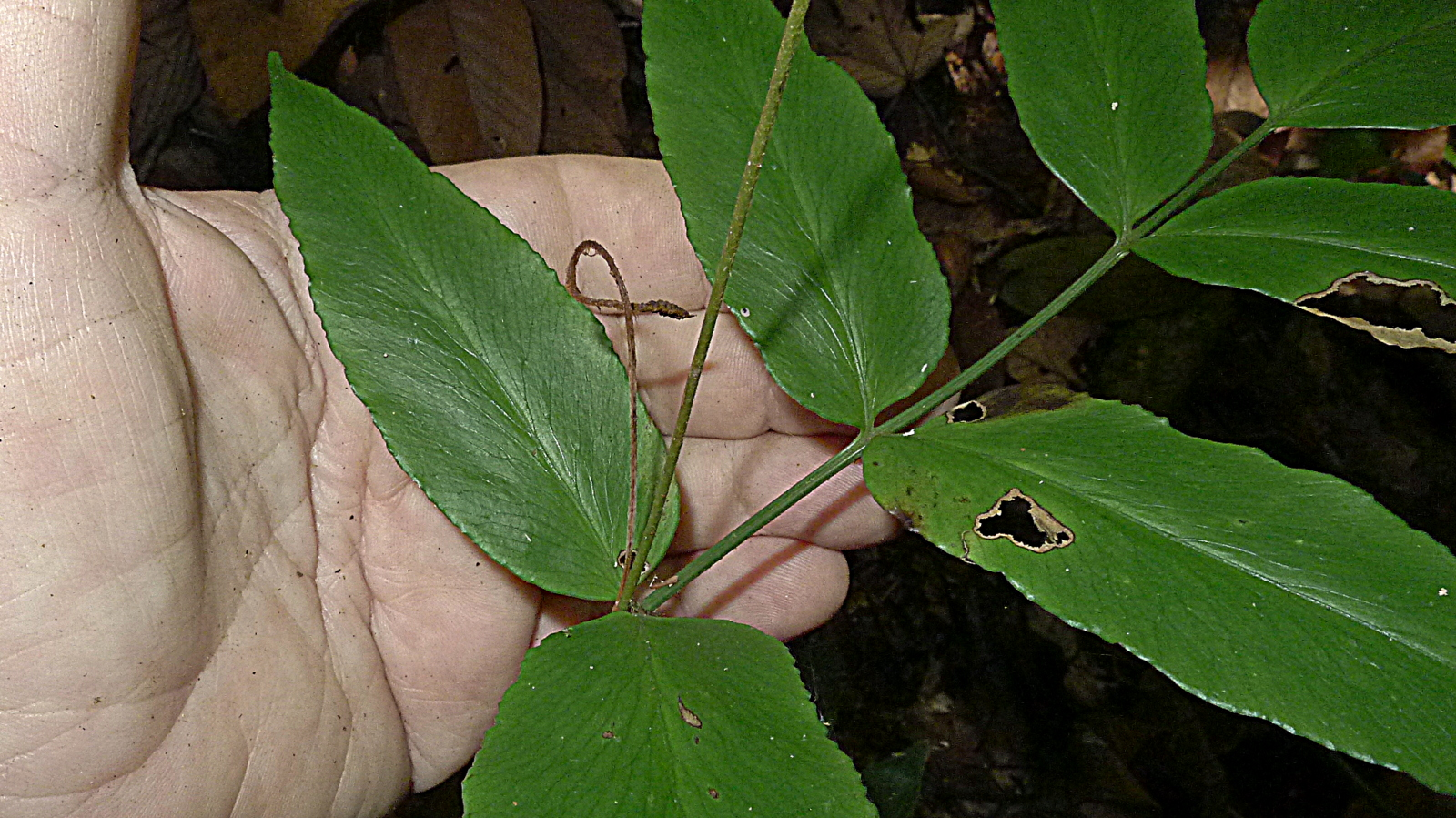
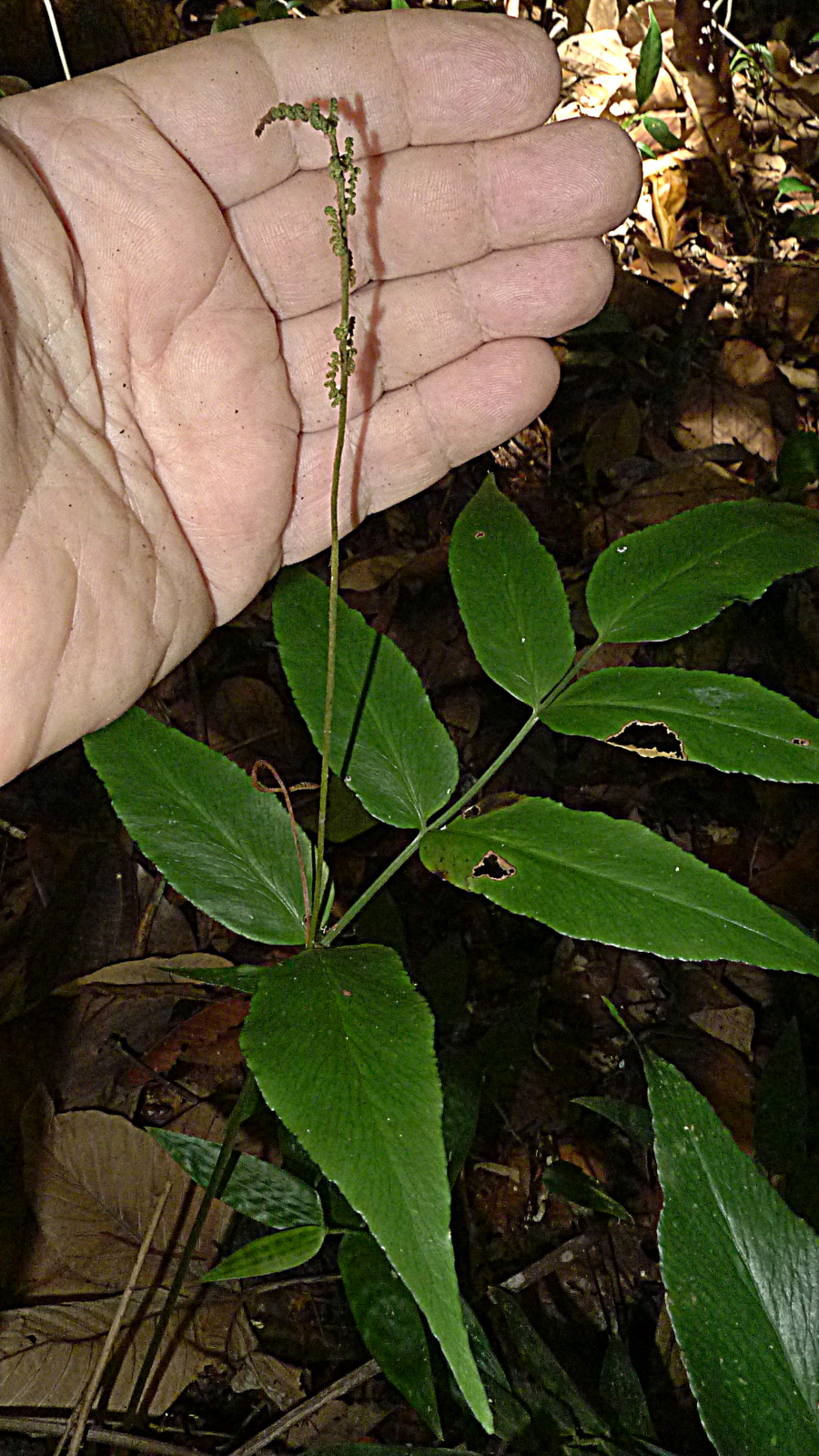
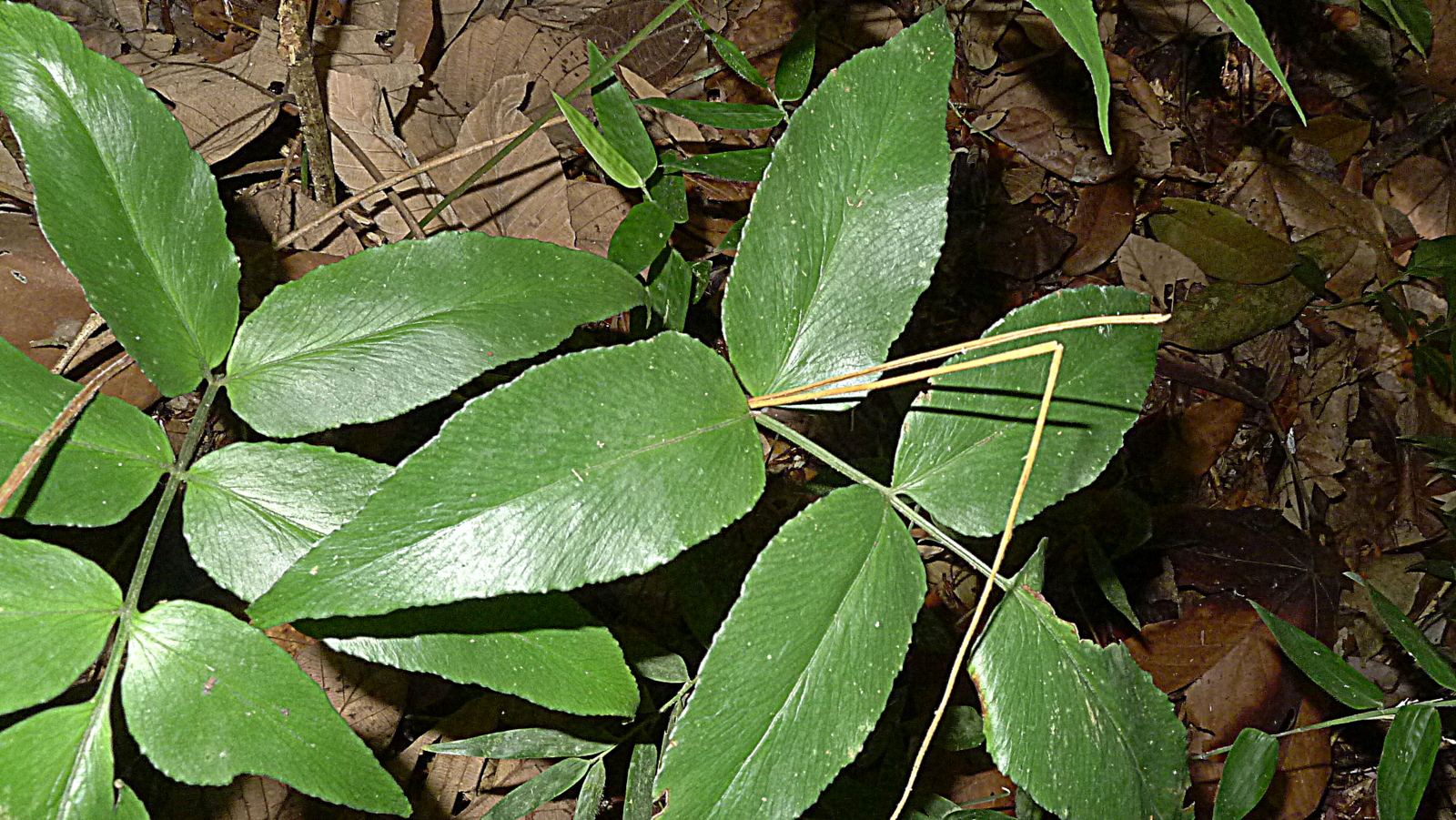
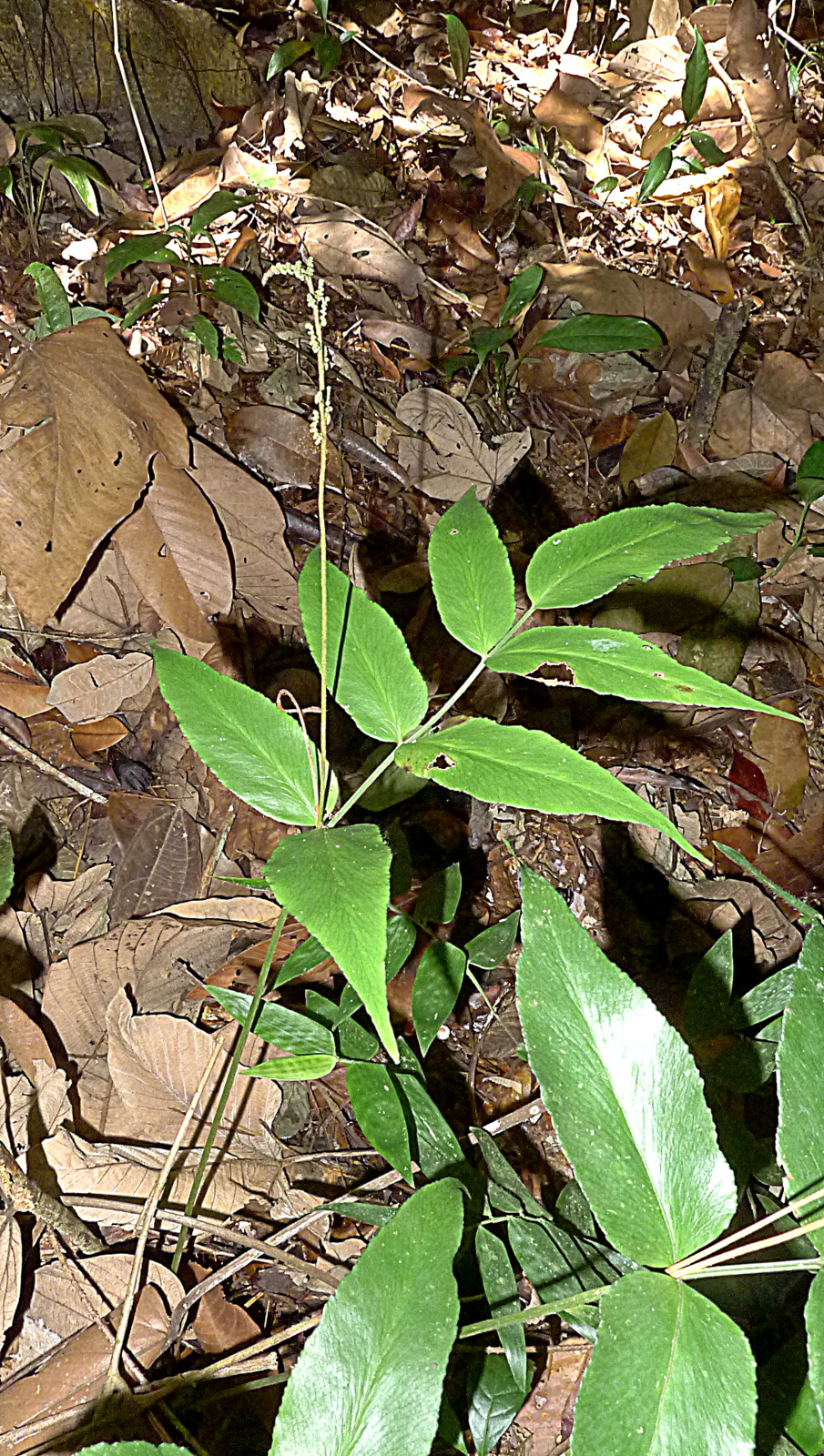
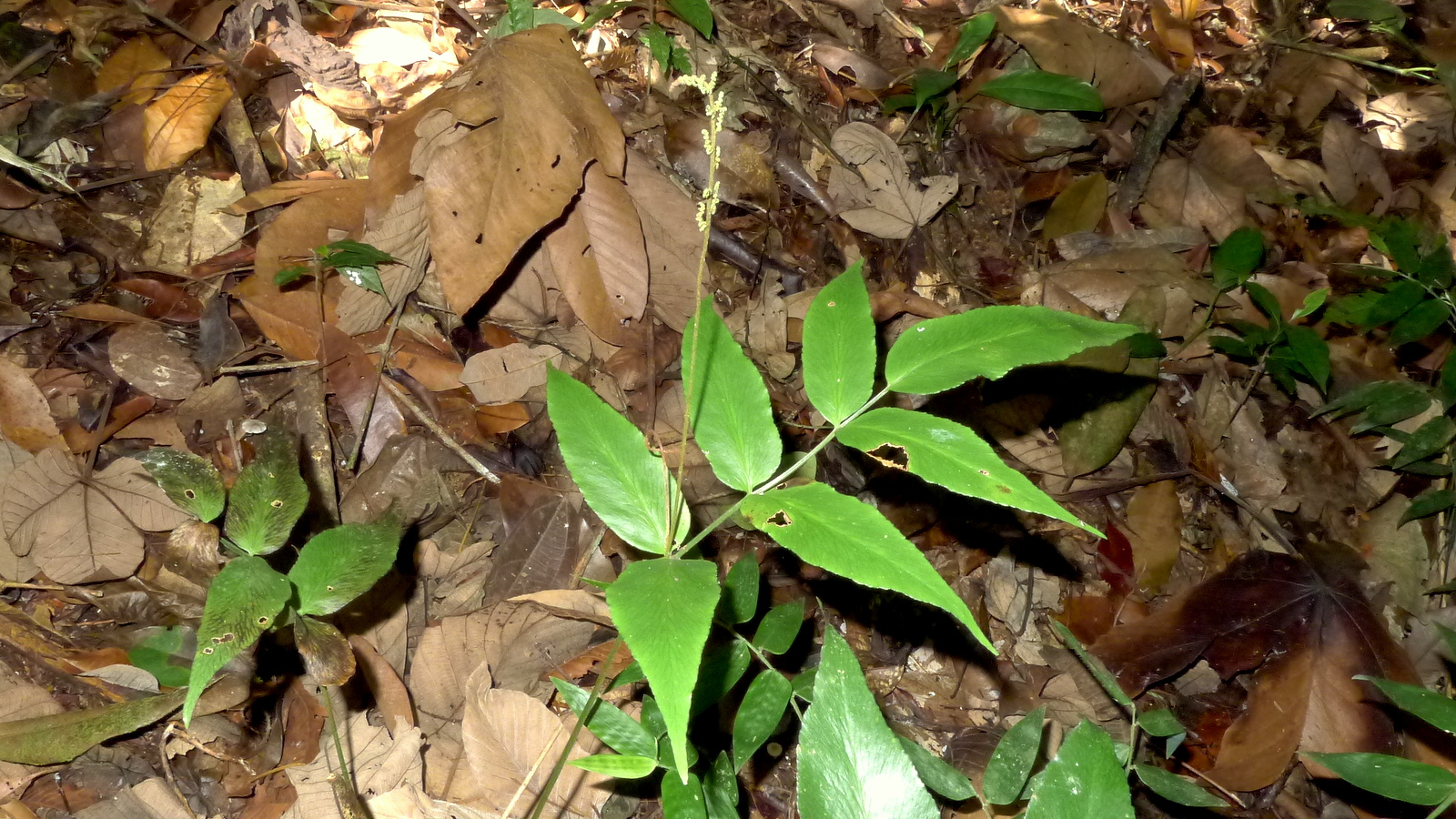